# Казе Поли (Пистоја)
Казе Поли је насеље у Италији у округу Пистоја, региону Тоскана.
Према процени из 2011. у насељу је живело 30 становника. Насеље се налази на надморској висини од 287 м.